# Самарський (Переволоцький район)
Сама́рський (рос. Самарский) — хутір у складі Переволоцького району Оренбурзької області, Росія.
Стара назва — Самарський Хутор.

## Населення
Населення — 18 осіб (2010; 12 у 2002).
Національний склад (станом на 2002 рік):
- росіяни — 92 %